# Denis Zanette
Denis Zanette (Sacile, Friül - Venècia Júlia, 23 de març de 1970 - Pordenone, 10 de gener de 2003) va ser un ciclista italià que fou professional entre 1995 i el moment de la seva mort, per una aturada cardíaca, el gener de 2003.
En el seu palmarès destaquen dues victòries d'etapa al Giro d'Itàlia i algunes posicions destacades en clàssiques flamenques, com ara el Tour de Flandes de 2001, en què acabà tercer de la general.

## Palmarès
- 1994
  - 1r a l'Astico-Brenta
- 1995
  - Vencedor d'una etapa al Giro d'Itàlia
- 1996
  - Vencedor d'una etapa al Giro de Sardenya
- 1998
  - Vencedor d'una etapa a la Volta a Portugal i de la classificació per punts
- 2000
  - Vencedor d'una etapa a la Volta a Dinamarca
- 2001
  - Vencedor d'una etapa al Giro d'Itàlia

### Resultats al Tour de França
- 1995. Abandona (11a etapa)

### Resultats al Giro d'Itàlia
- 1995. 71è de la classificació general. Vencedor d'una etapa
- 1996. 54è de la classificació general
- 1997. 77è de la classificació general
- 1998. Fora de control (17a etapa)
- 1999. 107è de la classificació general
- 2000. Abandona (17a etapa)
- 2001. 101è de la classificació general. Vencedor d'una etapa
- 2002. 119è de la classificació general

### Resultats a la Volta a Espanya
- 1996. 71è de la classificació general
- 2002. 104è de la classificació general